# Кубок націй ОФК 1998
Кубок націй ОФК 1998 — четвертий розіграш Кубка націй ОФК. Він проходив з 25 вересня по 4 жовтня 1998 року в Брисбені. Перемогу вдруге в своїй історії здобула збірна збірна Нової Зеландії, яка в фіналі обіграла господарів турніру австралійців 1:0 та кваліфікувалась на Кубок конфедерацій 1999 року.

## Відбірковий турнір
Австралія і  Нова Зеландія отримали путівки у фінальний турнір автоматично.

### Кубок Меланезії
Фіджі і  Вануату отримали путівки у фінальний турнір.

### Кубок Полінезії
Таїті і  Острови Кука отримали путівки у фінальний турнір.

## Груповий етап

### Група A
| Збірна        | І | В | Н | П | ГЗ | ГП | РГ  | О |
| ------------- | - | - | - | - | -- | -- | --- | - |
| Нова Зеландія | 2 | 2 | 0 | 0 | 9  | 1  | +8  | 6 |
| Таїті         | 2 | 1 | 0 | 1 | 5  | 2  | +3  | 3 |
| Вануату       | 2 | 0 | 0 | 2 | 2  | 13 | -11 | 0 |

| 25 вересня 1998 |

| Нова Зеландія  | 1–0      | Таїті |
| -------------- | -------- | ----- |
| Паама 13' (аг) | Протокол |       |

| Ланг Парк, Брисбен Глядачів: 900 Арбітр: Саймон Мікаллеф (Австралія) |

| 28 вересня 1998 |

| Нова Зеландія                                              | 8–1      | Вануату          |
| ---------------------------------------------------------- | -------- | ---------------- |
| Крісті 1' Ковені 11', 25', 39', 40' Раян 34', 65' Банс 65' | Протокол | Роронамахава 45' |

| Ланг Парк, Брисбен Глядачів: 500 |

| 30 вересня 1998 |

| Таїті                                      | 5–1      | Вануату   |
| ------------------------------------------ | -------- | --------- |
| Квенне 9', 10', 74' Завероні 54' Амару 75' | Протокол | Рараї 82' |

| Ланг Парк, Брисбен Глядачів: 400 Арбітр: Саймон Мікаллеф (Австралія) |

### Група B
| Збірна       | І | В | Н | П | ГЗ | ГП | РГ  | О |
| ------------ | - | - | - | - | -- | -- | --- | - |
| Австралія    | 2 | 2 | 0 | 0 | 19 | 1  | +18 | 6 |
| Фіджі        | 2 | 1 | 0 | 1 | 4  | 3  | +1  | 3 |
| Острови Кука | 2 | 0 | 0 | 2 | 0  | 19 | -19 | 0 |

| 25 вересня 1998 |

| Австралія         | 3–1      | Фіджі    |
| ----------------- | -------- | -------- |
| Морі 2', 25', 44' | Протокол | Масі 62' |

| Ланг Парк, Брисбен Глядачів: 900 |

| 28 вересня 1998 |

| Австралія | 16–0     | Острови Кука |
| --- | -------- | ------------ |
| Тримболі 1', 12', 63' Морі 8', 15', 30', 34' Мелоуні 17', 89' Чеччолі 42' Траяновскі 48', 68', 76' (пен.), 88' Чіпперфілд 66' Галпін 80' | Протокол |              |

| Ланг Парк, Брисбен Глядачів: 600 Арбітр: Массімо Равейно (Таїті) |

| 30 вересня 1998 |

| Фіджі                                      | 3–0      | Острови Кука |
| ------------------------------------------ | -------- | ------------ |
| Дікінсон 18' (аг) Кілалвака 54' Насема 85' | Протокол |              |

| Ланг Парк, Брисбен Глядачів: 500 Арбітр: Брюс Гримшоу (Нова Зеландія) |

## Плей-оф
|  | Півфінали               | Півфінали               |   |                         | Фінал                   | Фінал |  |
|  |                         |                         |   |                         |                         |       |  |
|  | 2 жовтня 1998 – Брисбен |                         |   |                         |                         |       |  |
|  | Нова Зеландія           | 1                       |   |                         |                         |       |  |
|  | Фіджі                   | 0                       |   |                         |                         |       |  |
|  |                         |                         |   |                         |                         |       |  |
|  |                         |                         |   |                         | 4 жовтня 1998 — Брисбен |       |  |
|  |                         |                         |   |                         | Нова Зеландія           | 1     |  |
|  |                         | Австралія               | 0 |                         |                         |       |  |
|  |                         |                         |   |                         |                         |       |  |
|  |                         |                         |   |                         |                         |       |  |
|  |                         |                         |   |                         | Матч за третє місце     |       |  |
|  | 2 жовтня 1998 — Брисбен | 2 жовтня 1998 — Брисбен |   | 4 жовтня 1998 — Брисбен | 4 жовтня 1998 — Брисбен |       |  |
|  | Австралія               | 4                       |   | Фіджі                   | 4                       |       |  |
|  | Таїті                   | 1                       |   |                         | Таїті                   | 2     |  |

### Півфінали
| 2 жовтня 1998 |

| Нова Зеландія | 1–0      | Фіджі |
| ------------- | -------- | ----- |
| Гей 88'       | Протокол |       |

| Ланг Парк, Брисбен Глядачів: 1,200 Арбітр: Массімо Равейно (Таїті) |

| 2 жовтня 1998 |

| Австралія                  | 4–1      | Таїті       |
| -------------------------- | -------- | ----------- |
| Морі 1', 32', 81' Вірт 86' | Протокол | Лабасте 55' |

| Ланг Парк, Брисбен Глядачів: 1,200 Арбітр: Інтаз Шах (Фіджі) |

### Матч за 3-тє місце
| 4 жовтня 1998 |

| Фіджі                              | 4–2      | Таїті          |
| ---------------------------------- | -------- | -------------- |
| Масі 26', 31' Лал 28' Серувату 43' | Протокол | Руссо 81', 82' |

| Ланг Парк, Брисбен Глядачів: 2,000 Арбітр: Саймон Мікаллеф (Австралія) |

### Фінал
| 4 жовтня 1998 |

| Нова Зеландія | 1–0      | Австралія |
| ------------- | -------- | --------- |
| Бартон 24'    | Протокол |           |

| Ланг Парк, Брисбен Глядачів: 12,000 Арбітр: Массімо Равейно (Таїті) |

## Результати

### Чемпіони
| Переможець Кубка націй ОФК 1998 |
| ------------------------------- |
| Нова Зеландія Другий титул      |

## Найкращі бомбардири
10 голів
- Даміан Морі

4 голи
- Кріс Траяновскі
- Воген Ковені

3 голи
- Пол Трімболі
- Есала Масі
- Джеральд Квенне

2 голи
- Бред Мелоуні
- Руперт Раян
- Жан-Луп Руссо